# ویرجینیا کراواریوتی
ویرجینیا کراواریوتی (یونانی: Βιργινία Κραβαριώτη؛ زادهٔ ۲۷ آوریل ۱۹۸۴) قایقران قایق بادبانی اهل یونان است.